# Crickett Smith
William 'Crickett' Smith (1881 of 1883 - India, na 1944) was een Amerikaanse jazztrompettist die in zijn latere jaren in India werkte.

## Biografie
Smith kwam uit een muzikale familie: zijn oom Arthur Briggs was ook trompettist. In het begin van zijn loopbaan werkte hij bij Ziegfeld Follies. In de vroege jaren 10 werkte hij in Jim Europe's Society Orchestra, waarmee hij in 1913 zijn eerste plaatopnames maakte, voor Victor Records. In de jaren erop werkte hij in New York, onder meer met Ford Dabney (1917) en Wilbur Sweatman's Original Jass Band (1918). Hierna trok hij naar Parijs, waar hij met Louis Mitchell Jazz Kings optrad in 'Casino de Paris'  en in 1931 bij Notte and His Creole Band (De La Coupole de Montparnasse) speelde. Hij ging met het orkest van Leon Abbey naar India, waar hij ging wonen en in Taj Mahal Hotel in Bombay werkte.
In 1936 en 1944 nam hij op onder eigen naam (Crickett Smith and His Symphonians), met Amerikaanse musici die India actief waren, zoals George Leonardi, Rudy Jackson, Roy Butler, Teddy Weatherford, Sterling Conaway, Luis Pedroso en zanger Creighton Thompson. In de jazz speelde hij (volgens discograaf Tom Lord) tussen 1913 en 1936 mee op 39 opnamesessies.